# Corporació Valenciana de Mitjans de Comunicació
 (août 2020).
Si vous disposez d'ouvrages ou d'articles de référence ou si vous connaissez des sites web de qualité traitant du thème abordé ici, merci de compléter l'article en donnant les références utiles à sa vérifiabilité et en les liant à la section « Notes et références ».
La Corporació Valenciana de Mitjans de Comunicació (en français : « Corporation valencienne des médias de communication ») est un organisme dépendant de la Généralité valencienne chargé de la production et de la diffusion des produits audiovisuels.
Elle succède, depuis, à la RTVV (« Ràdio Televisió Valenciana »), fermée en 2013 par Alberto Fabra, alors président de la Généralité valencienne.